# Alvaro Giorgetti
Alvaro Giorgetti (* 11. Oktober 1912 in Perugia; † 2. Juni 2002 in Nizza) war ein italienisch-französischer Radrennfahrer.

## Sportliche Laufbahn
Giorgetti war im Bahnradsport und im Straßenradsport aktiv. Von 1935 bis 1950 war er Unabhängiger und Berufsfahrer. Er gewann die Rennen Nizza–Puget–Théniers–Nizza 1936 und 1937. Bei Marseille–Nizza 1936 kam er hinter Luigi Barral auf den zweiten Platz.
Im Bahnradsport siegte er im Sechstagerennen von Buenos Aires 1947 mit Antonio Bertola, 1949 mit Robert Vercellone. In New York gewann er beide Sechstagerennen 1948 (mit Cesare Moretti und Angelo De Bacco). Mehrfach holte er Podiumsplätze bei Sechstagerennen in Amerika und Europa. In Paris gewann er 1941 den renommierten Prix Dupré-Lapize mit Giulio Rossi.